# Grabenstätt
Grabenstätt é um município da Alemanha, situado no distrito de Traunstein, no estado da Baviera. Tem 37,81 km² de área, e sua população em 2019 foi estimada em 4.381 habitantes.